# Holger John
Holger John (* 3. April 1960 in Schollene) ist ein deutscher Maler, Grafiker, Eventmanager und Galerist.

## Leben
Holger John ist der Sohn des Malers, Grafikers und Autors Joachim John und wuchs in Zinnowitz auf der Insel Usedom auf.
John erhielt Zeichenunterricht von Otto Niemeyer-Holstein und arbeitete in den Werkstätten des Theaters Greifswald. 1977–1982 erlernte er das Töpferhandwerk in den Keramischen Werkstätten Marwitz bei Hedwig Bollhagen. Von 1982 bis 1985 studierte er in Berlin-Schöneweide Gebrauchsgrafik als Diplomstudiengang.
Danach arbeitete er als Grafiker am Theater der Stadt Schwedt und studierte 1988–1993 Malerei und Grafik an der Hochschule für Bildende Künste Dresden (Kunstakademie Dresden) bei Siegfried Klotz, Elke Hopfe, Gerhard Kettner, mit Diplom bei Ralf Kerbach. 1989 engagierte er an der HfbK für den jährlichen Frühlingsalon (Kunstfest) als Hauptact die Freunde der italienischen Oper.
Von 1993 bis 1996 war er künstlerischer Assistent des Prorektors Kerbach und wurde 2007–2010 zum Dozenten berufen. Von 1995 bis 2002 war John Assistent von Jörg Immendorff.
Als Impresario inszenierte er Kunstfeste und Ausstellungsprojekte für die Staatlichen Kunstsammlungen Dresden, Jörg Immendorff, Georg Baselitz, Gerhard Richter und die Band Rammstein.
Seit 2013 betreibt er die Galerie Holger John im Dresdner Barockviertel.
Holger John arbeitet und wohnt in Dresden, Berlin und auf der Insel Usedom.

## Ausstellungen
- Storno – 3 Junge Künstler aus Dresden: Holger John, Frank Nitsche, Wolfram Neumann 28. Juni–29. Juli 1993 Galerie Eva Poll, Berlin
- Holger John: Zeichnungen, 26. März–25. April 2004 Leonhardi-Museum Dresden
- Anutosh / Holger John - Blind Date 9. Dezember 2004–29. Januar 2005 Hamish Morrison Galerie, Berlin
- Neue deutsche Romantik, 22. Juni–21. Juli 2005 Goethe-Institut Rotterdam[2]
- Blattgold. Zeitgenössische Grafik, 13. März–29. April 2009 Kunstfonds der Staatlichen Kunstsammlungen Dresden (Ausstellungsbeteiligung[3])
- Doppelausstellung Made in Germany – Rammstein 1995–2011 und In Stillen Nächten – Till Lindemann · Matthias Matthies, Galerie Holger John, Dresden, 13. Dezember 2013–13. Januar 2014